# Aleksandr Zuev
Aleksandr Dmitrievič Zuev (in russo Александр Дмитриевич Зуев?; Qostanay, 26 giugno 1996) è un calciatore kazako con cittadinanza russa, centrocampista del Tobyl.

## Caratteristiche tecniche
È un esterno sinistro.

## Carriera

### Club
Cresciuto nelle giovanili dello Spartak Mosca, ha esordito in prima squadra il 23 settembre 2014 in un match di Kubok Rossii vinto 1-0 contro lo Smena K.N.A..

## Statistiche

### Presenze e reti nei club
Statistiche aggiornate al 30 giugno 2022.
| Stagione        | Squadra                | Campionato      | Campionato | Campionato | Coppe nazionali | Coppe nazionali | Coppe nazionali | Coppe continentali | Coppe continentali | Coppe continentali | Altre coppe | Altre coppe | Altre coppe | Totale | Totale | Totale |
| Stagione        | Squadra                | Comp            | Pres       | Reti       | Comp            | Pres            | Reti            | Comp               | Pres               | Reti               | Comp        | Pres        | Reti        | Pres   | Reti   |        |
| --------------- | ---------------------- | --------------- | ---------- | ---------- | --------------- | --------------- | --------------- | ------------------ | ------------------ | ------------------ | ----------- | ----------- | ----------- | ------ | ------ | ------ |
| 2013-2014       | Spartak-2 Mosca        | PPF             | 8          | 2          | CR              | 0               | 0               |                    | -                  | -                  |             | -           | -           | 8      | 2      |        |
| 2014-2015       | Spartak-2 Mosca        | PPF             | 25         | 4          | CR              | 0               | 0               |                    | -                  | -                  |             | -           | -           | 25     | 4      |        |
| 2015-2016       | Spartak-2 Mosca        | PPF             | 22         | 6          | CR              | 0               | 0               |                    | -                  | -                  |             | -           | -           | 22     | 6      |        |
| 2016-gen. 2017  | Spartak-2 Mosca        | PPF             | 4          | 0          | CR              | 0               | 0               |                    | -                  | -                  |             | -           | -           | 4      | 0      |        |
| 2014-2015       | Spartak Mosca          | PL              | 2          | 0          | CR              | 1               | 0               |                    | -                  | -                  |             | -           | -           | 3      | 0      |        |
| 2015-2016       | Spartak Mosca          | PL              | 14         | 0          | CR              | 2               | 0               |                    | -                  | -                  |             | -           | -           | 16     | 0      |        |
| 2016-gen. 2017  | Spartak Mosca          | PL              | 6          | 0          | CR              | 1               | 0               | UEL                | 1                  | 0                  |             | -           | -           | 8      | 0      |        |
| gen.giu. 2017   | Kryl'ja Sovetov Samara | PL              | 11         | 0          | CR              | 0               | 0               |                    | -                  | -                  |             | -           | -           | 11     | 0      |        |
| 2017-2018       | Rostov                 | PL              | 25         | 1          | CR              | 2               | 1               |                    | -                  | -                  |             | -           | -           | 17     | 2      |        |
| 2018-2019       | Rostov                 | PL              | 22         | 1          | CR              | 4               | 0               |                    | -                  | -                  |             | -           | -           | 26     | 1      |        |
| lug-ago 2019    | Rostov                 | PL              | 7          | 1          | CR              | 0               | 0               |                    | -                  | -                  |             | -           | -           | 7      | 1      |        |
| Totale Rostov   | Totale Rostov          | Totale Rostov   | 54         | 3          |                 | 6               | 1               |                    | -                  | -                  |             | -           | -           | 60     | 4      |        |
| set. 2019-2020  | Rubin                  | PL              | 17         | 0          | CR              | 1               | 0               | -                  | -                  | -                  | -           | -           | -           | 18     | 0      |        |
| 2020-2021       | Rubin                  | PL              | 23         | 0          | CR              | 2               | 0               | -                  | -                  | -                  | -           | -           | -           | 25     | 0      |        |
| 2021-2022       | Rubin                  | PL              | 17         | 0          | CR              | 2               | 0               | UECL               | 1                  | 0                  | -           | -           | -           | 20     | 0      |        |
| Totale Rubin    | Totale Rubin           | Totale Rubin    | 57         | 0          |                 | 4               | 0               |                    | 1                  | 0                  | -           | -           | -           | 62     | 0      |        |
| Totale carriera | Totale carriera        | Totale carriera | 203        | 15         |                 | 14              | 1               |                    | 2                  | 0                  |             | -           | -           | 219    | 16     |        |

## Palmarès

### Nazionale
- Campionato d'Europa Under-17: 1

Slovacchia 2013